# 菲利波·托马索·马里内蒂
菲利波·托马索·马里内蒂（義大利語：Filippo Tommaso Marinetti，1876年12月22日—1944年12月2日），意大利诗人，作家，意大利剧作家，编辑。20世纪初未来主义运动带头人，是未来主义的右翼代表。

## 生平
1876年生于埃及亚历山大港。父亲是著名的律师，母亲是抒情诗人。曾在亚历山大的法国耶稣会学校求学。
1893年随家迁居巴黎，继续学习，广泛接触法国现代派的文学艺术，深受影响。
1894年回到意大利，在帕维亚、热那亚等大学攻读法学，1899年毕业。
他最早的诗歌《老海员》（1897）、《征服星球》 （1902）、《毁灭》（1904），是用法语写成的象征主义作品，嘲讽社会主义和民主思想。他写的未来主义剧本，如 《饕餮的国王》（1905）、《他们来了》等，展现夸大的、违反理性的舞台形象和人的梦幻般的、惊恐的感觉。
1905年创办《诗歌》杂志，刊登意大利颓废派的诗作，大力介绍法国象征派诗人，获得了国际声誉。
1909年2月20日，他在巴黎《费加罗报》发表《未来主义宣言》，以后又相继发表《未来主义文学宣言》（1910）、《未来主义戏剧宣言》（1915）等，提出一整套未来主义的理论主张。包括对陈旧思想的憎恶，尤其是对陈旧的政治与艺术传统的憎恶。马里内蒂和他的追随者们表达了对速度、科技和暴力等元素的狂热喜爱。汽车、飞机、工业化的城镇等等在未来主义者的眼中充满魅力，因为这些象征着人类依靠技术的进步征服了自然。
1913年参与创办未来主义刊物《莱采巴》。同年前往俄国旅行，宣传未来主义。
他的诗歌和散文以违背语言规范的字句，以至杂乱的模拟音响，枯燥的数学符号，表达未来的“新人”力图冲破现实的牢笼焦躁不安的病态情绪。他的长篇小说《未来主义者马法尔卡》（1910）描绘了“未来的人”的形象。“未来的人”仿佛机器，具万能的本领，但没有心灵，极端残忍，卑鄙无耻。
第一次世界大战期间，马里内蒂是帝国主义战争的鼓吹者和参加者。1914年发表《未来主义与法西斯主义》， 宣传未来主义同法西斯主义的亲缘关系。从1919年起，他积极参与法西斯党的活动，成为墨索里尼的帮凶。墨索里尼建立独裁政权后，马里内蒂被任命为科学院院士、意大利作家协会主席。1942年随意大利侵略军到苏联。
他於1944年12月2日在意大利科莫省貝拉焦死於心臟驟停。